# WrestleMania 34
WrestleMania 34 serà el trenta-quatré esdeveniment anual WrestleMania wrestling pay-per-view (PPV) i WWE Network produït per WWE per les seves marques Raw i SmackDown. Es realitzarà el 8 d'abril de 2018 a Mercedes-Benz Superdome a Nova Orleans, Louisiana. Aquest serà el segon WrestleMania que tindrà lloc a Nova Orleans després de WrestleMania XXX en 2014.

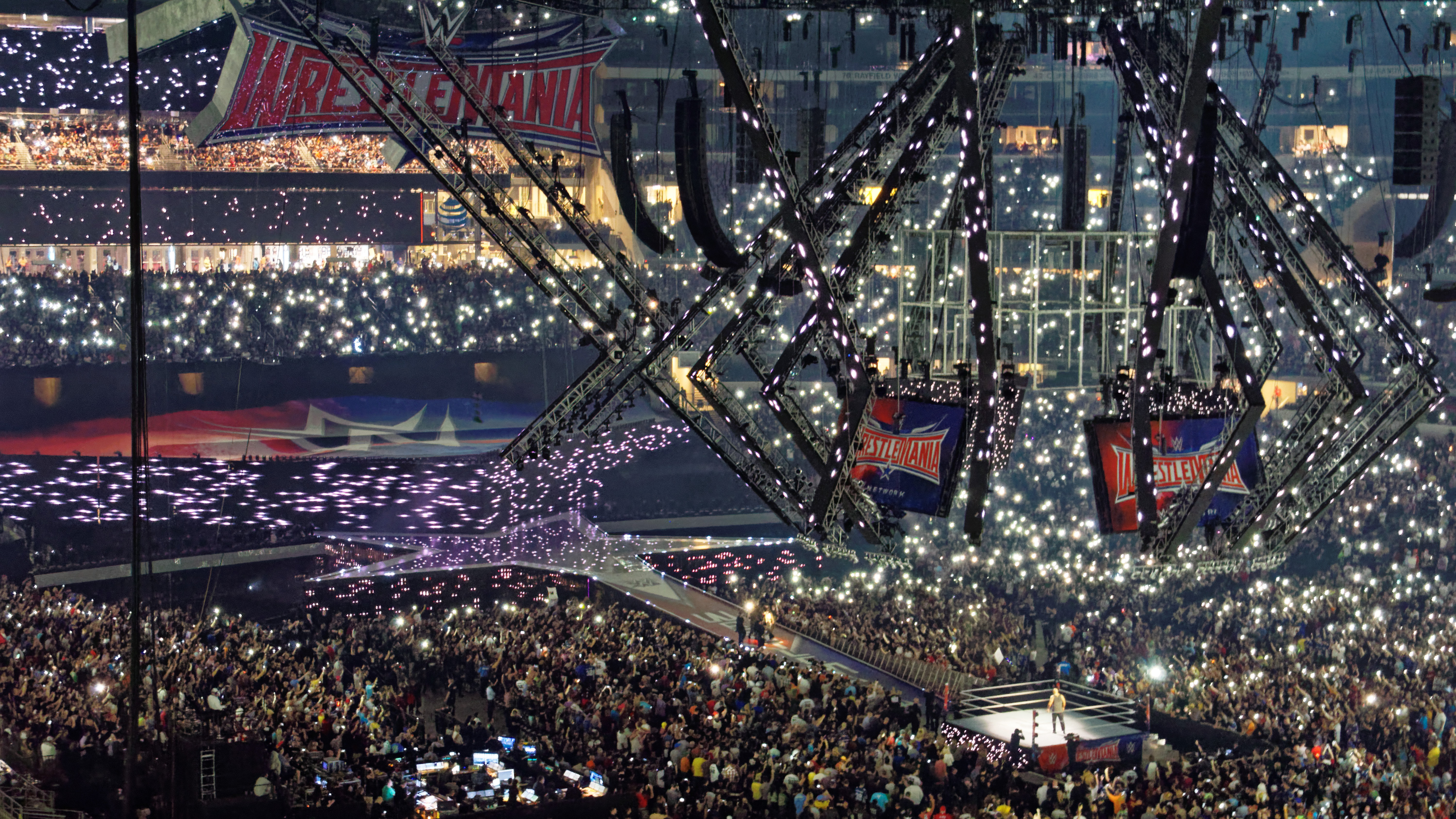

## Producció
WrestleMania es considera l'esdeveniment estrella de WWE, havent estat descrit com la Super Bowl d'entreteniment esportiu. L'esdeveniment serà el segon WrestleMania que se celebrarà a l'estat de Louisiana, després de 2014 i el segon celebrat al Superdome de Mercedes-Benz. Els bitllets es van posar en venda el 17 de novembre de 2017, amb entrades individuals que costen entre $ 35 i $ 2,000. El 30 d'octubre de 2017 es van vendre paquets de viatges amb allotjament que oscil·len entre 1.150 i 8.525 dòlars per persona.
Des 2014, la WWE ha intentat establir a Roman Reigns com el seu millor babyface i la propera «cara de la companyia», però una part significativa dels fanàtics van rebutjar a Reigns i el van omplir de abucheos.6 El març de 2017, abans de WrestleMania 33, el periodista de lluita lliure Dave Meltzer va informar que els plans a llarg termini de la WWE («que òbviament podrien canviar») per WrestleMania 34 eren «tornar a construir per un any i tenir una gran coronació» per Reigns, qui encara seria un personatge heroic «d'aquí a llavors» i vèncer a Brock Lesnar pel Campionat Universal de la WWE «per reemplaçar completament a John Cena com a protagonista de la companyia», del temps que la «idea» per al paper de Lesnar « durant anys »va ser« convertir-se en un monstre, un ésser invencible, travessar a tothom i després ser derrotat per Roman Reigns »

## Combats

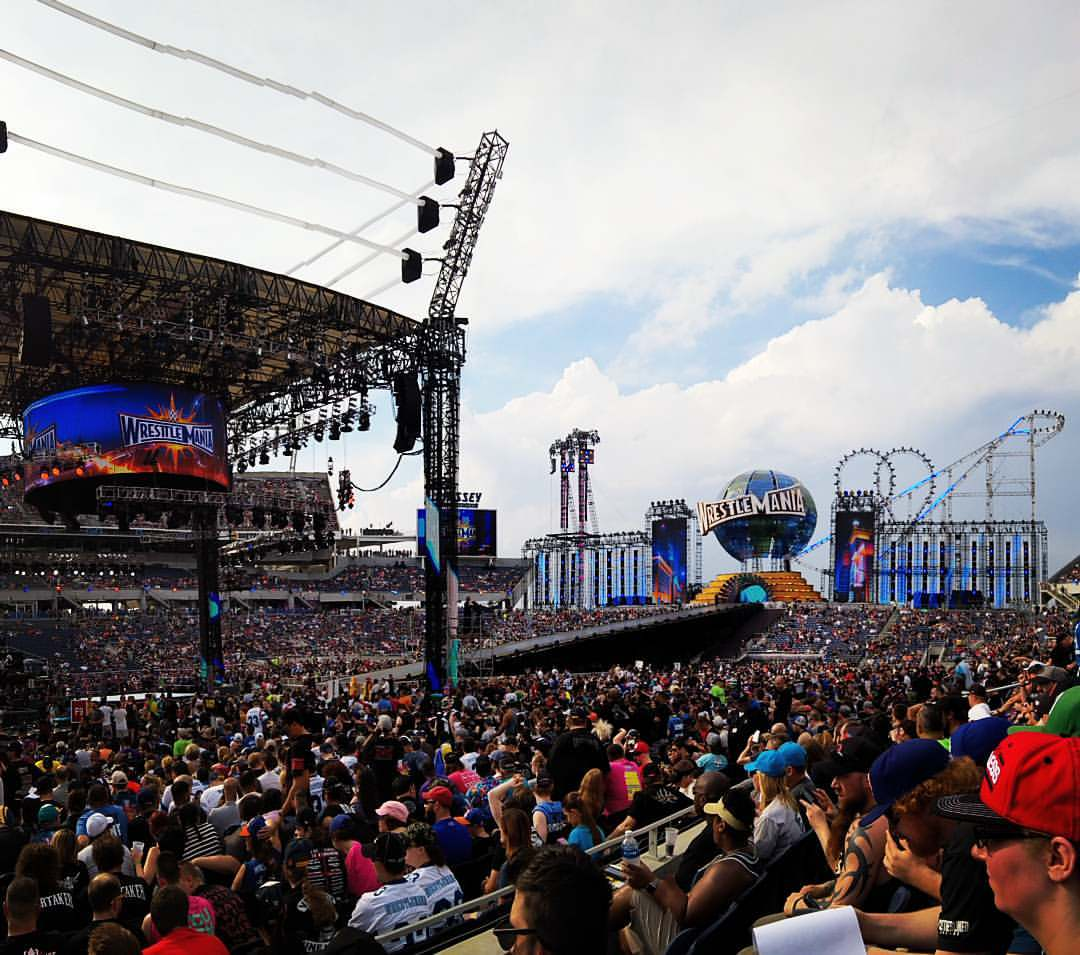

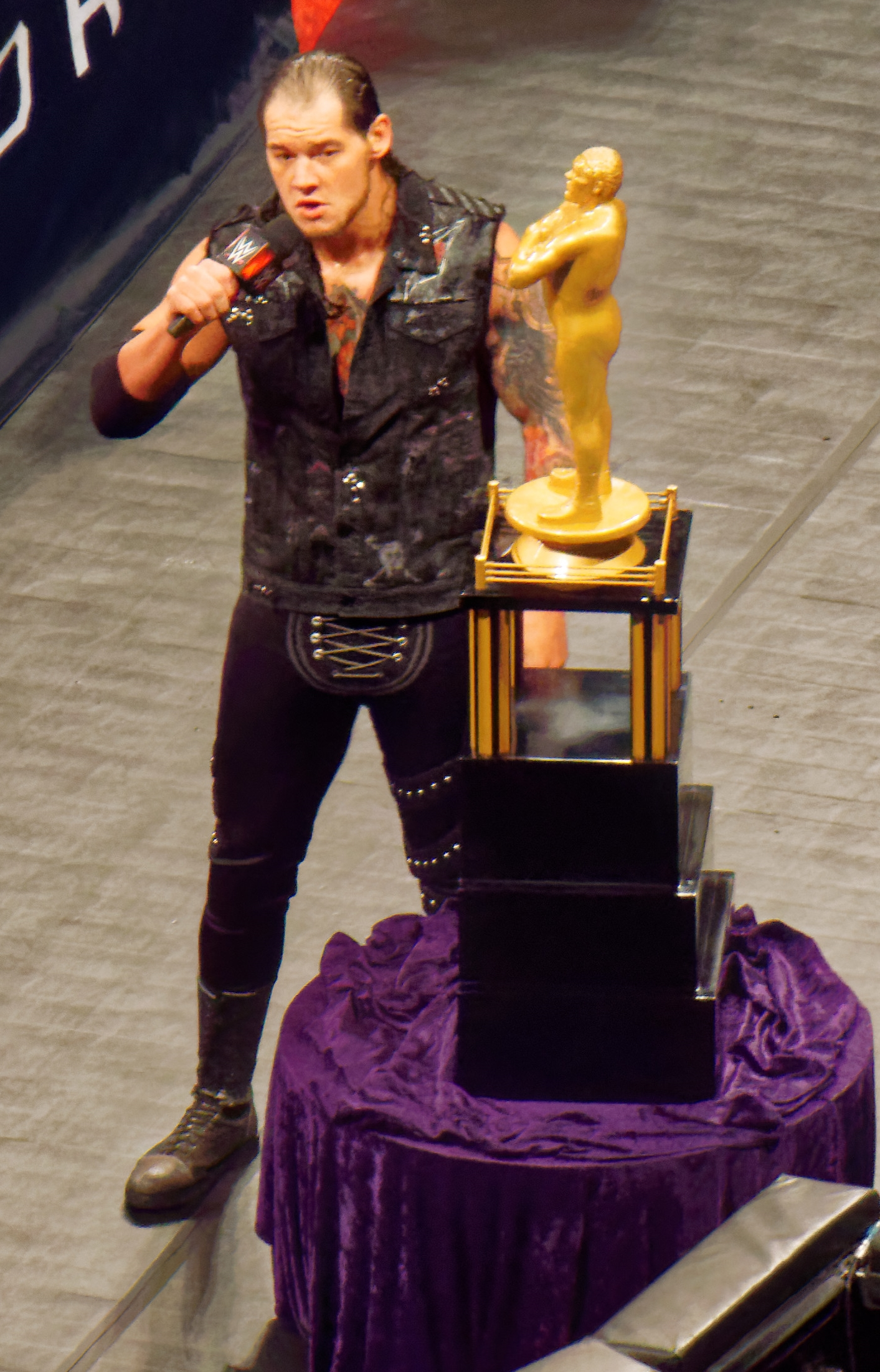
Baron Corbin va guanyar la batalla fa 2 anys.

| Nº | Combat                                                                     | Motiu                                          |
| -- | -------------------------------------------------------------------------- | ---------------------------------------------- |
| 1  | AJ Styles vs. Shinsuke Nakamura                                            | Combat pel WWE Championship                    |
| 2  | Alexa Bliss (c) vs. Nia Jax                                                | Combat pel WWE Raw Women's Championship        |
| 3  | Brock Lesnar (c) (amb Paul Heyman) vs. Roman Reings                        | Combat pel WWE Universal Championship          |
| 4  | The Miz (c) (amb Curtis Axel i Bo Dallas) vs. Seth Rollins vs. Finn Balor. | Combat pel Campionat Intercontinental          |
| 5  | Kurt Angle & Ronda Rousey vs. Triple H & Stephanie McMahon.                | Combat mixt per parelles                       |
| 6  | Charlotte Flair vs Asuka                                                   | Combat pel WWE SmackDown Tag Team Championship |
| 7  | TDB vs Mustafa Ali                                                         | Combat pel WWE Cruiserweight Championship      |
| 8  | Randy Orton (c) vs Jinder Mahal vs Bobby Roode vs Rusev                    | Combat pel WWE Campionat dels Estats Units     |
| 9  | John Cena vs The Undertaker                                                |                                                |
| 10 | Braun Strowman vs The Bar (Sheamus, Cesaro) (c)                            | Campionat WWE per Parelles                     |
| 11 | The Usos (c) vs The New Day vs Bludgeon Brothers                           | Capeonat pel SmackDown Tag Team Championship   |
| 12 | Kevin Owens Sami Zayn vs Shane Macmahon Daniel Bryan                       | Si Owens i Zayn perden seran acomiadats        |
| 13 | Batalla real en memoria d'André the Giant                                  |                                                |

### Participants batalla real en memoria d'André the Giant
| n° | Lluitadors    |
| -- | ------------- |
| 1  | Baron Corbin  |
| 2  | Mojo Rawley   |
| 3  | Fandango      |
| 4  | Dolph Ziggler |
| 5  | Matt Hardy    |
| 6  | Tye Dillinger |
| 7  | Matt Hardy    |
| 8  | Bray Wyatt    |
| 9  | Zack Ryder    |

## Polèmica amb el Fabulous Moolah Memorial Battle Royal
WrestleMania Women's Battle Royal va ser originalment anomenada The Fabulous Moolah Memorial Battle Royal. La referència a The Fabulous Moolah va generar un gran refús dels fans i dels comentaristes. A causa de les al·legacions per nombrosos ex dones lluitadors que Moolah explotada econòmicament i drogat als participants va aconseguir, i fins i tot Pimp a terme a promotors homes, que explota sexualment o fins i tot les van violar, Moolah va ser considerat per molts com un ajust malalt per un monument a una batalla. David Bixenspan de Clarin assenyalar que la WWE trucant Moolah un pioner per a altres dones lluitadors i la igualtat de gènere era ridícula i descrèdit cap a altres dones lluitadors, tenint en compte les fortes acusacions contra ella i el seu paper en la marginació de la lluita femenina. Va arribar a la conclusió que "la història l'escriuen els vencedors" i va assenyalar que la WWE podria haver escollit una multitud de dones més adequats. Una petició per canviar el nom de la batalla en change.org es van reunir a prop de 10.000 signatures dins dels seus dos primers dies. Inicialment, la WWE va reaccionar desactivant la secció de comentaris del seu vídeo a YouTube.
El 15 de març, el partit va passar a cridar-se "Battle Royal de WrestleMania Dones" i el trofeu commemoratiu de Moolah va ser vetat. Segons un informe de Deadspin, els fanàtics de Reddit havien començat a escriure correus electrònics al patrocinador principal de WrestleMania, Mart Incorporated, que els instava a empènyer a WWE a canviar el nom del partit. D'acord amb el sol·licitat per Clarin i altres mitjans de comunicació, Mart havia cridat a l'elecció de Moolah "inacceptable" i ha expressat la seva decepció.